# Anděl (barri)
|  | Aquest article tracta sobre el barri de Praga. Vegeu-ne altres significats a «Andel (desambiguació)». |

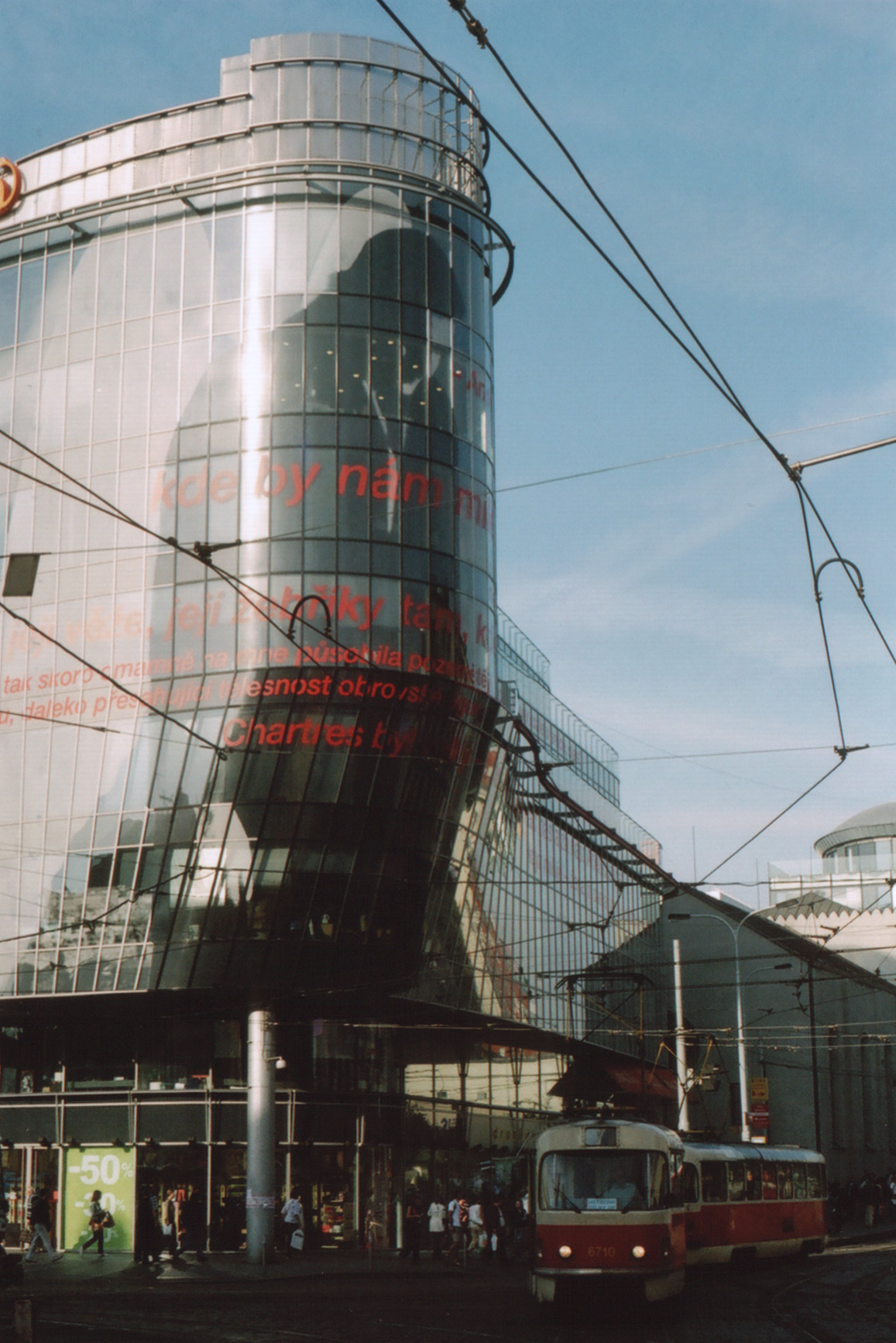
Cruïlla d'Anděl i l'edifici Zlatý Anděl a la cantonada sud-oest.

Anděl (abans dit Moskevská per Moscou) és un barri al districte central de Praga 5 Smíchov, centrat en una cruïlla molt transitada. El nom significa "àngel" en llengua txeca i és originari del pub del segle xix U zlatého anděla (Àngel Daurat) que rebia el seu nom d'un fresc a la gabel representant un àngel. Es va conservar una pintura d'un àngel després de la seua demolició i ara es mostra prop de l'entrada de l'estació de metro.
Anděl és un nucli important de trànsit. La Línia B del Metro de Praga passa per davall, l'Estació Anděl dona servici a la zona. Les línies de tramvia nord-sud i est-oest es creuen allí (línies 4, 6, 7, 9, 10, 12, 14 i 20). Es tracta d'una zona per a vianants.
Després d'una reurbanització a finals dels anys 90 l'arquitecte francés Jean Nouvel va dissenyar un edifici d'oficines anomenat Golden Angel (Zlatý Anděl) damunt de l'estació de metro, amb una imatge d'un àngel de la pel·lícula Der Himmel über Berlin i cites de Rilke en la seua façana. Anděl es va convertir en una de les zones més transitades de la ciutat, amb moltes oficines d'empreses nacionals i internacionals. En ell (al quadrant nord-oest) es pot trobar un dels més grans centres comercials de Praga, Nový Smíchov, inclòs el cinema multiplex Cinema City; altre multiplex, Cinestar (anteriorment Village Cinemas), és a prop del complex Anděl City; la Sinagoga Smíchov també està en l'àrea.

## Galeria

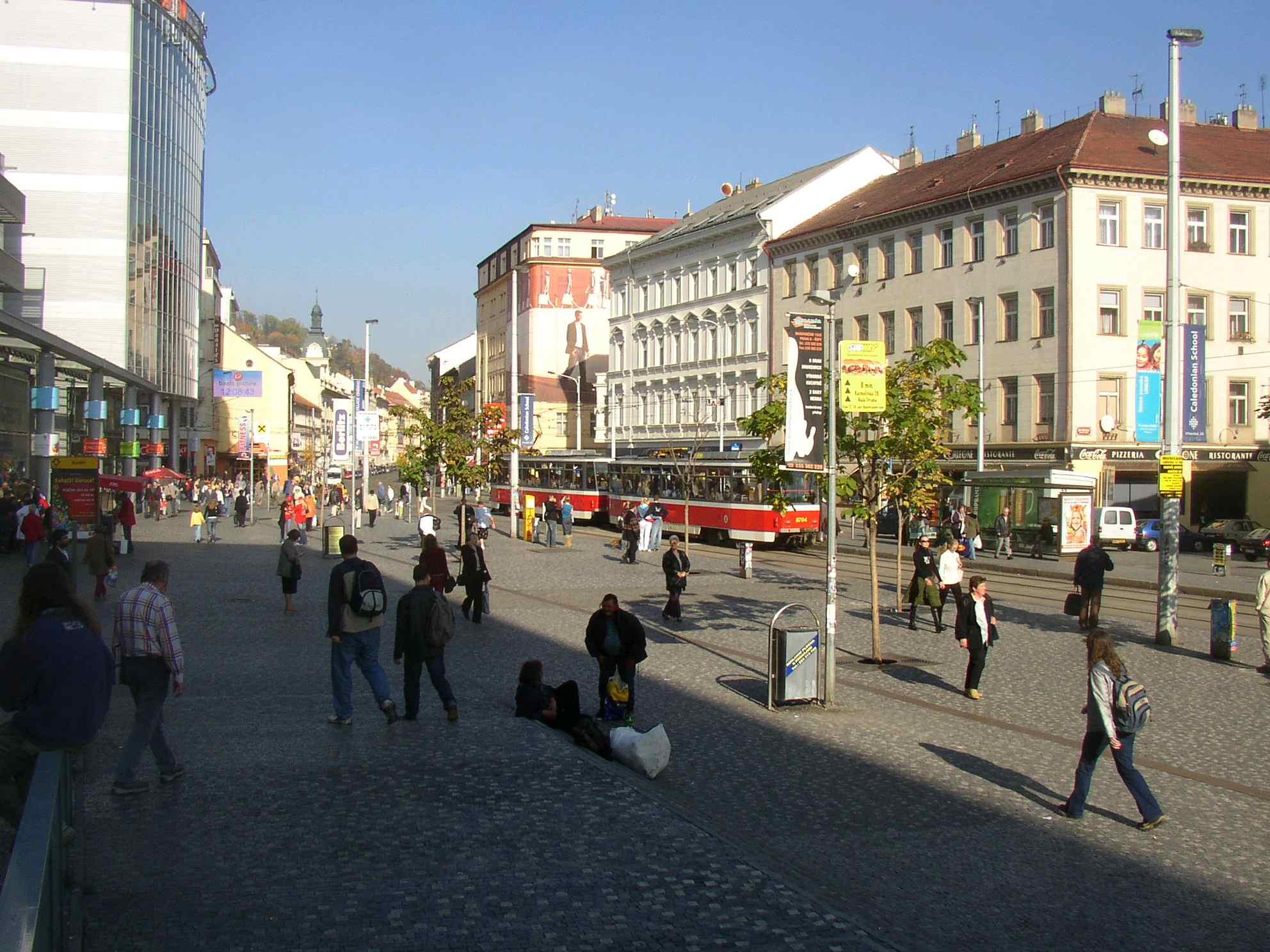
Cruïlla d'Anděl vista des del Carrer Nádražní, veient el Carrer Štefánikova al nord.
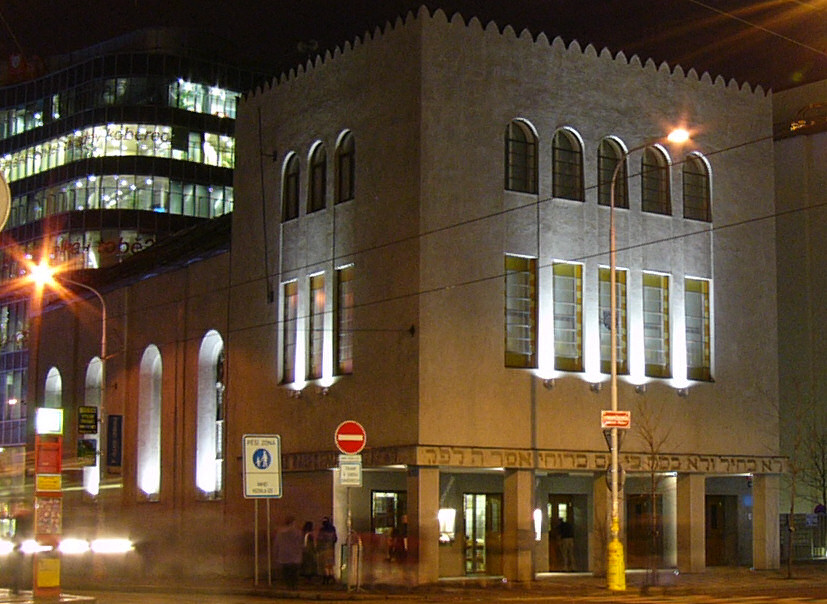
La Sinagoga Smíchov des del nord-oest, Zlatý Anděl a l'esquerra
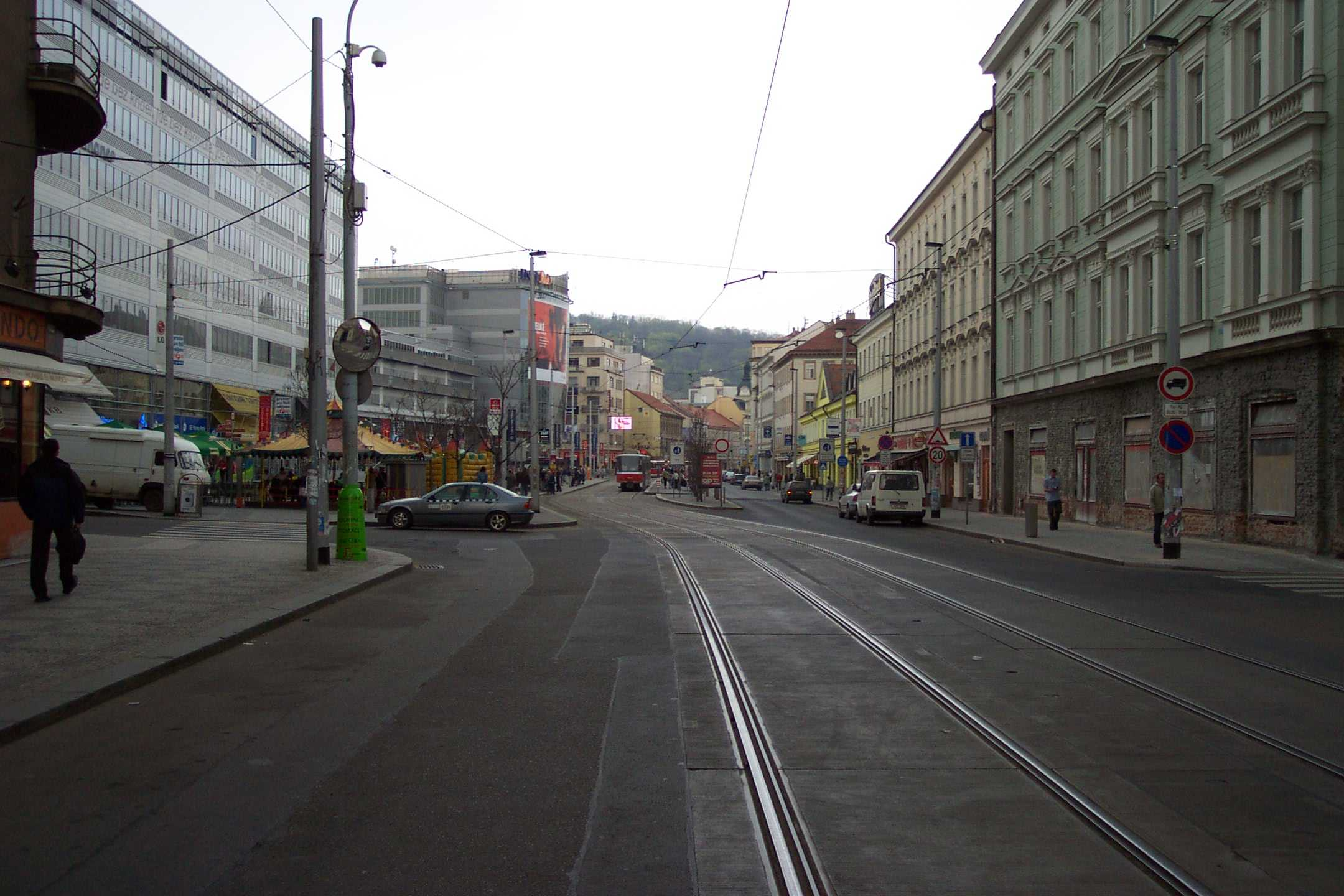
Anděl des de més al sud; el complex Zlatý Anděl a l'esquerra
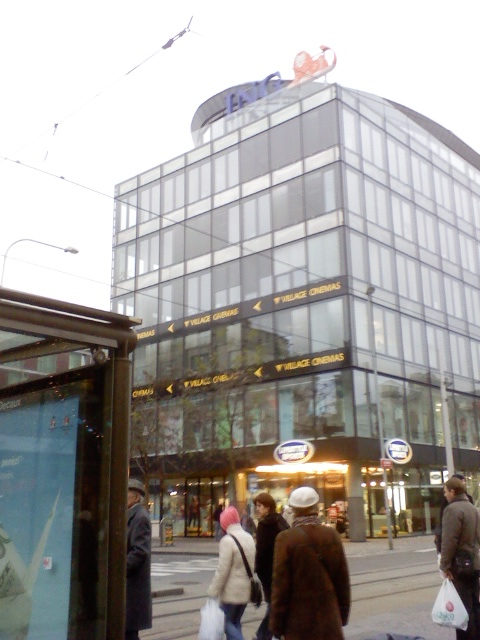
Anděl City amb el multiplex de The Village Cinemas (ara part de la cadena de cinemes CineStar)